# Vinagre

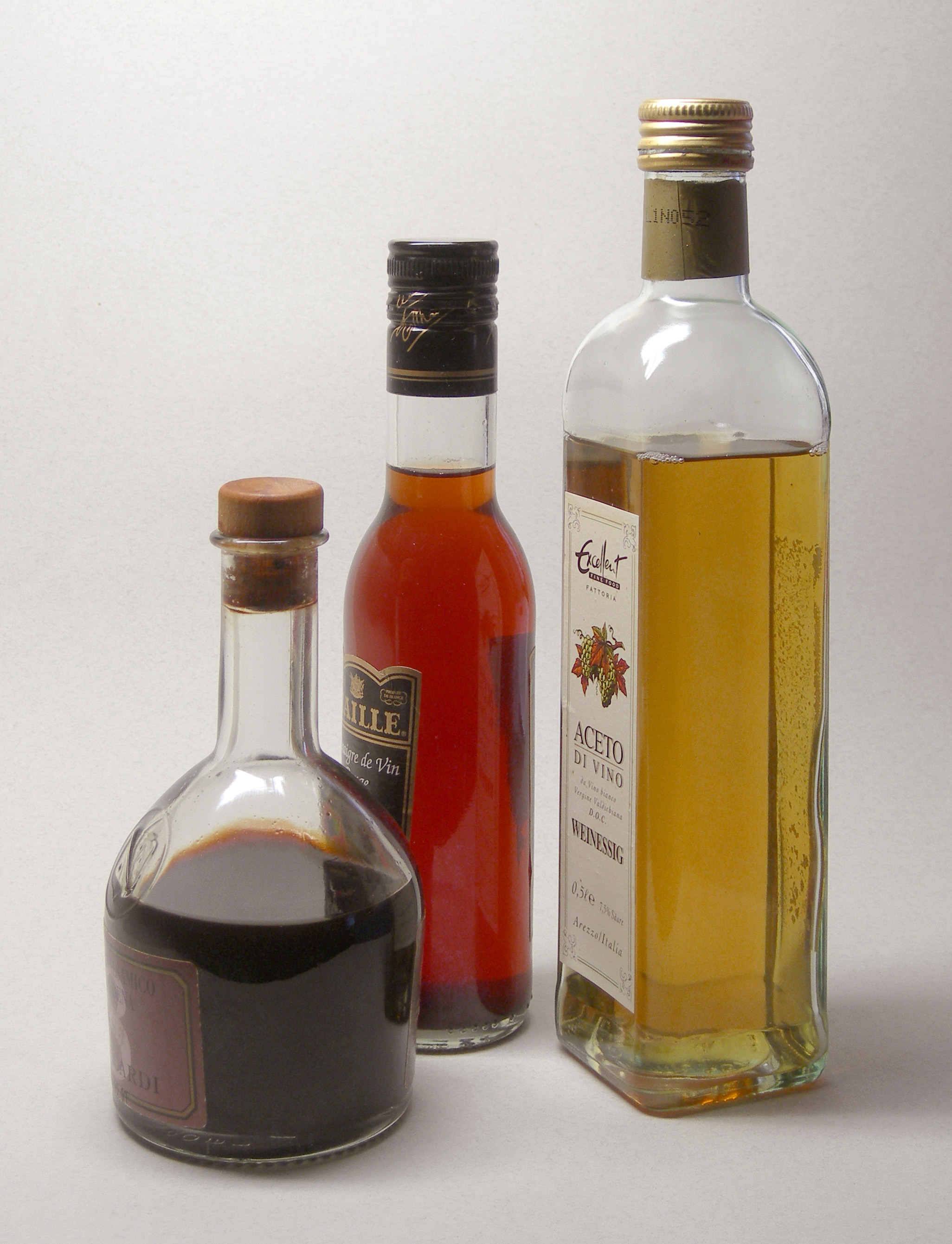
Botellas de vinagre, en diferentes formatos.

El vinagre (del catalán vinagre, y éste del latín vinacris, de vinus 'vino' y acris 'agrio') es un líquido miscible en agua, con sabor agrio, que proviene de la fermentación acética de productos alcohólicos, como el de vino o la sidra de manzana, llevada a cabo por bacterias acéticas. El vinagre contiene una concentración que va del 3% al 6% de ácido acético en agua. Los vinagres naturales también contienen pequeñas cantidades de ácido tartárico y ácido cítrico.[cita requerida]

## Historia
Si bien la elaboración de vinagre puede ser tan antigua como la elaboración de bebidas alcohólicas, (cerveza y vino), la primera evidencia documentada de la elaboración y el uso del vinagre fue realizada por los antiguos babilonios alrededor del año 3000 a. C.Elaboraban vinagre principalmente a partir de dátiles, higos y cerveza y lo utilizaban tanto con fines culinarios como medicinales. También se han encontrado rastros de él en urnas egipcias. En el este de Asia, los chinos comenzaron a profesionalizar la producción de vinagre durante la dinastía Zhou. El libro Zhou Li (Ritos de Zhou)  menciona que muchas casas nobles o reales tenían un "fabricante de vinagre" como ocupación especializada. La mayor parte de la producción de vinagre se concentraba entonces en lo que hoy es la provincia de Shanxi, cerca de la ciudad de Taiyuan, que sigue siendo una famosa región productora de vinagre en la actualidad. Muchos tipos de vinagre chinos y sus usos con fines culinarios y medicinales fueron escritos en el manual agrícola Qimin Yaoshu (齊民要術).
Los griegos y los romanos utilizaban con frecuencia vinagre elaborado a partir de vino. Los espartanos tenían vinagre como parte de su caldo tradicional melas zomos. El escritor romano Columella describió los ingredientes y el proceso para elaborar varios tipos de vinagre en su obra Res Rustica.
A finales de la Edad Media, la elaboración de vinagre se estaba profesionalizando lentamente en Europa, y la ciudad francesa de Orleáns se hizo particularmente famosa por la calidad de su vinagre a través de un proceso formalizado de fermentación y envejecimiento, que se conoció como el proceso de Orleans. Durante esta época, el vinagre de malta también comenzó a desarrollarse en Inglaterra, donde se lo conoció por primera vez con el nombre de  alegar El vinagre balsámico también comenzó su evolución en el Ducado de Módena en Italia, aunque no se haría ampliamente conocido hasta las Guerras Napoleónicas después de ser vendido en el extranjero por las tropas francesas.
Hasta el siglo XIX, se pensaba que el vinagre se producía por el agriado químico espontáneo del vino. En 1864, Luis Pasteur descubrió que este proceso era en realidad dirigido por microorganismos a los que denominó "Mycoderma aceti", y sugirió la mejoría del proceso de producción de vinagre desarrollando el llamado método de Orleans o método Pasteur.

## Aspectos químicos
La conversión de etanol (CH
3CH
2OH) y oxígeno (O
2) en ácido acético (CH
3COOH) se produce mediante la siguiente reacción:
CH
3CH
2OH + O
2 → CH
3COOH + H
2O

### Polifenoles
El vinagre contiene numerosos flavonoides, ácidos fenólicos y aldehídos, cuyo contenido varía según el material de origen utilizado para elaborar el vinagre, como cáscara de naranja o varios concentrados de jugo de frutas.

## Elaboración
El vinagre es producido por un proceso de doble fermentación. En el primero, azúcares presentes en la materia prima son convertidos a etanol por levaduras, habitualmente Saccharomyces cerevisiae. El etanol es después convertido a ácido acético por bacterias del ácido acético, habitualmente Acetobacter y/o Gluconobacter.
En función de la tecnología empleada, los métodos de producción de vinagre se pueden distinguir en fermentación en superficie o fermentación sumergida.

### Fermentación en superficie

#### Método Orleans
En el método Orleans el licor se introduce en barriles “primarios” que inician la fermentación acética. Tras 8 días, el líquido es transferido a otros barriles “secundarios”, que son llenados hasta entre un 50 y un 70% de su capacidad. Un velo se forma en la superficie del vinagre, donde la actividad de las bacterias acéticas es alta. Semanalmente se extrae entre un 25 y un 70% del vinagre maduro y se reemplaza con más vinagre fresco de los toneles principales, continuando el proceso. Los barriles secundarios alcanzan su acidez máxima a los 3 meses de iniciar el proceso por primera vez.

#### Métodos rápidos
Los métodos rápidos representan una mejora sobre el método Orleans. Estos incluyen virutas de madera en el reactor, que aportan una gran superficie de área sobre la cual crecen las bacterias acéticas, lo cual permite una acetificación relativamente rápida, que se completa en alrededor de una semana.
Al incrementar la demanda de oxígeno, se incorpora ventilación para incrementar su disponibilidad, esto se logra rotando el barril periódicamente, o mediante el método del generador, en el que las virutas de madera son sostenidas por una falsa base perforada, el vinagre escurre por el soporte y es recirculado mediante un espray a la vez que aire fluye hacia la superficie desde entradas en el fondo, lo cual facilita la dispersión y aireación del líquido, aunque esto incurre en pérdidas por evaporación. La incorporación de un serpentín refrigerante facilita el mantenimiento de la temperatura ideal, entre 27 y 30 °C.

### Fermentación sumergida
En los métodos de fermentación sumergida las bacterias acéticas se encuentran sumergidas en el líquido, que se airea vigorosamente, incrementando la disponibilidad de oxígeno para la fermentación acética. Este método se introdujo en el siglo XX y es el empleado para la producción de la mayoría de los vinagres comerciales.
El método varía ligeramente en función de la materia prima, pero los procedimientos son muy similares. El modo de operación consiste en, tras un tratamiento previo, un proceso semicontinuo en el cual tras cada ciclo de acetificación un determinado volumen de vinagre es descargado y reemplazado por licor fresco. Después, toman lugar las operaciones de separación y acondicionamiento necesarias para obtener el producto final.
Operaciones concretas realizadas durante la operación incluyen:
1. Tratamiento previo: dilución, homogeneización, desnaturalización, enriquecimiento de nutrientes…
2. Acetificación: biotransformación, aireación, intercambio de calor…
3. Tratamiento posterior: sedimentación, filtración, maduración, dilución, embotellamiento, almacenaje…

La forma de operación del biorreactor y sus condiciones dependen de factores como las concentraciones de sustratos, la temperatura y la disponibilidad de oxígeno. Debe perseguirse crear el ambiente más favorable al desarrollo de las bacterias acéticas, que dependerá del producto deseado. Concentraciones de etanol o ácido acético demasiado altas pueden resultar en estrés celular y concentraciones demasiado bajas de etanol resultan en sobreoxidación del ácido acético a dióxido de carbono, produciéndose pérdidas del producto deseado.
La forma de operación más empleada industrialmente es la semicontinua, que es la más adecuada para crear vinagre con alta concentración de ácido acético. En esta, se agrega etanol progresivamente sin superar un determinado umbral (para evitar estresar a las bacterias) hasta que hay suficiente para alcanzar la acidez máxima tolerada por las bacterias. Después, se continúa la fermentación hasta que la concentración de etanol cae por debajo del 0,5% (v/v).
La obtención de vinagres con acidez por encima del 20% requiere del uso de dos fermentadores en paralelo.

### Maduración
El proceso final del vinagre, y casi el más importante, es la maduración. Preferiblemente,  en toneles de madera. El tiempo de maduración depende de la variedad y del tipo de vinagre a elaborar; puede alcanzar desde los seis meses hasta diversos años (el caso de los vinagres de solera, como el aceto balsámico). Tras el proceso de maduración, se filtra, se clarifica y se pasteuriza para su posterior embotellamiento y su comercialización. Si no se pasteuriza adecuadamente, pueden aparecer unos pequeños nemátodos (Turbatrix aceti).[cita requerida]

### Síntesis química
El ácido acético puede ser obtenido por oxidación catalítica de acetaldehído, que a su vez se produce por hidratación de acetileno o deshidrogenación de etanol. El producto se purifica por destilación hasta una concentración de 60-80% en volumen para obtener "esencia de vinagre", que puede ser diluida a 4-5% en volumen para obtener vinagre de grado alimentario, al que se pueden añadir aditivos como azúcar, sal y colorantes. En función de la legislación de cada país, debe etiquetarse de manera diferente al vinagre fermentado.

## Usos

### Gastronómicos

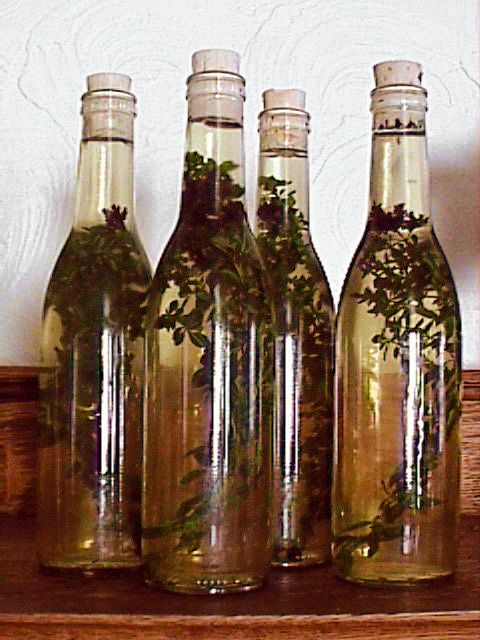

Se utiliza principalmente junto con el aceite para aliñar verduras y vegetales en las ensaladas. El vinagre es una pieza clave en los escabeches, los marinados y los encurtidos, se emplea en estos como un conservante ya que ralentiza  los efectos de la putrefacción alimenticia.
Se suelen emplear los vinagres aromatizados con diferentes hierbas, tales como eneldo, estragón, romero o tomillo; existen también los de ajo.
El vinagre también figura en varias salsas y aderezos como el ketchup, la mayonesa, la mostaza preparada, las salsas picantes, salsa de ajo, etc.

### Industriales y caseros
Se usa como conservante de alimentos en la industria alimenticia. El vinagre se emplea como artículo de limpieza para la superficie de cristales. Si se rocía con vinagre el parabrisas del coche no se producirá hielo o escarcha. Es útil para quitar las manchas de transpiración y el óxido de herramientas y tornillos. Es buen repelente de mosquitos, hormigas y también de pulgas en mascotas. Si aplicamos vinagre en una zona servirá como repelente para gatos. Debido a su carácter ácido, reacciona con el carbonato de calcio por lo que también es usado para la limpieza de cal en pequeños electrodomésticos como cafeteras; por el mismo motivo, puede dañar la caliza y el mármol.
Es de interés para la química orgánica como reactivo, para la química inorgánica como ligando, y para la bioquímica como metabolito (activado como acetil-coenzima A). También es utilizado como sustrato, en su forma activada, en reacciones catalizadas por las enzimas conocidas como acetiltransferasas, y en concreto histona acetiltransferasas.

#### Usos caseros sugeridos
Entre los usos sugeridos se encuentran:
- Una cucharadita de vinagre en dos tazas de agua refresca vegetales marchitos.

- Un pequeño tazón con vinagre ayuda a neutralizar olores desagradables, como el del tabaco.

- El vinagre es excelente para limpiar y brillar objetos de cristal—anteojos, copas, espejos y ventanas—.

- El vinagre blanco y el de manzana pueden utilizarse para limpiar cualquier superficie, como encimeras y bañeras.

- Cepillar alfombras y tapetes con una mezcla de una taza de vinagre en un galón (o 4, 5 litros) de agua puede ayudar a reavivar el color.

- El vinagre blanco caliente también sirve para quitar restos de pegamento, como por ejemplo cuando se despega una pegatina de cualquier superficie plana.

- Es un excelente suavizante para la ropa, por eso se aconseja agregar un poco de vinagre al último aclarado.

- Un poco de vinagre añadido al agua de un florero alarga la vida de las flores.

- También sirve para aliviar algunas picaduras, urticaria y quemaduras del sol al ser aplicado directamente sobre el área afectada.
- Enjuagar el pelo con vinagre y agua caliente después del champú ayuda a evitar la caspa.

- Un poco de vinagre de manzana en el agua del baño ayudará a aliviar la piel seca.
- Algunos curanderos lo utilizan para curar la culebrilla.
- Pulverizado puro sobre el hongo negro (moho) de las paredes debido a la condensación, lo elimina.

## Variedades
A lo largo del mundo cada país tiene variedades diferentes de vinagre. El vinagre de vino, aceto balsámico y el vinagre de jerez, son algunas variedades que pueden ser encontradas, se encuentran descritas a continuación.

### Vinagre de vino
Se denomina así al más corriente de todos los vinagres, así como el de mayor consumo y producción mundial. Este vinagre es procedente de las diferentes variedades de vino. A veces este vinagre comercial no ha pasado por la fase de maduración.

### Vinagre blanco
Es un vinagre obtenido de la fermentación del alcohol puro de caña de azúcar. Es la variante más fuerte de todas, por lo cual se expende reducido con agua al 10 o 5 por ciento. Aun cuando se puede emplear como aderezo, se utiliza mayormente como resaltador de los colores vivos en las telas (para evitar que se destiñan), o bien como producto de limpieza doméstica.

### Aceto balsámico
El más conocido de los acetos es el aceto balsamico di Modena. Es un tipo de vinagre de origen italiano procedente de la región de Emilia-Romaña y sobre todo de la ciudad que le da nombre, Módena. Dentro de sus características se encuentran las de poseer un sabor fuerte, de color oscuro y aromas ligeramentes dulces. Se madura durante al menos doce años en toneles de diferentes maderas. Se emplea mucho en vinagretas. Es recomendable sólo añadir unas gotas a la salsa para aliñar. Existen algunos acetos en pequeñas botellas de 100 ml que incluso pueden llegar a costar bastantes cientos de euros, ya que están envejecidos por muchos años (pueden llegar a cuarenta años o más).
El vinagre también sirve para eliminar las pulgas garrapatas de los perros agregando en un estimulador, agregando la misma cantidad de agua como de vinagre, o agregando unas cuantas gotas en el agua que ellos beben. [cita requerida]

### Vinagre de Jerez
La obtención de este vinagre se vincula a la producción de los vinos del Marco de Jerez. El vinagre se elabora exclusivamente a partir de la fermentación acética de estos vinos, el sabor de este vinagre es más fuerte que el de vino. El color resultante de este vinagre es caoba oscuro, algo concentrado y de aromas generosos, en la nariz se nota el matiz de la madera. El vinagre de Jerez es ideal para consumirse en vinagretas y aliños de ensaladas así como saborizante de diferentes alimentos.
Se tiene constancia de su existencia allá por el siglo I después de Cristo, en los escritos del sabio gaditano Columela. Actualmente forma parte de los productos de calidad certificada por la Junta de Andalucía y su producción está regulada por el Consejo Regular del Vino y Brandy de Jerez. Se pueden encontrar tres tipos: "Vinagre de Jerez", que ha envejecido seis meses, "Vinagre de Jerez Reserva", que ha envejecido un mínimo de dos años y "Vinagre de Jerez Gran Reserva", que ha envejecido un mínimo de diez años (aunque el consejo permite especificar la edad si esta es mayor, y pueden encontrarse vinagres de hasta 20 o 30 años).

### Vinagre de sidra o de manzana
Se denomina a este vinagre a veces como vinagre de manzana es muy empleado en las cocinas de los países del norte de Europa. Su elaboración parte de la fermentación alcohólica de la manzana en sidra. El empleo de este vinagre le convierte muy adecuado en las ensaladas y en las vinagretas. Entre sus usos medicinales se emplea como remedio para el mal olor de las axilas poniendo una gasa con una disolución del mismo, como loción alivia los músculos que se han sometido a fuerte deporte, además de remedio natural a la pediculosis.

### Vinagre de Oporto
Elaborado con el vino de Oporto.

## Reacciones, subproductos y regulación
La mayoría de las soluciones de vinagre comerciales disponibles para los consumidores para uso doméstico no superan el 5% en ácido acético. Las soluciones superiores al 10 % requieren una manipulación cuidadosa, ya que son corrosivas y dañinas para la piel.
Cuando se abre una botella de vinagre, se puede desarrollar madre de vinagre. Se considera inofensivo y puede eliminarse mediante filtración.
Hay una forma de nematodo (Turbatrix aceti), coloquialmente llamado a veces anguilas del vinagre, pueden aparecer en algunas formas de vinagre a menos que el vinagre se mantenga cubierto. Estos se alimentan de la madre del vinagre y pueden encontrarse en el vinagre que fermenta naturalmente.
Algunos países prohíben la venta de vinagre por encima de un determinado porcentaje de acidez. A modo de ejemplo, el gobierno de Canadá limita el ácido acético de los vinagres a entre el 4,1% y el 12,3%, a menos que se venda únicamente para uso industrial y se identifique como tal.
Cuando se combinan bicarbonato de sodio y vinagre, el ion bicarbonato del bicarbonato de sodio reacciona con el ácido acético para formar ácido carbónico, que se descompone en dióxido de carbono y agua, completando el ciclo del carbono. El acetato de sodio permanece en solución con el agua contenida en el vinagre.